# Paul Adey
Paul Leonard Adey (né le 28 août 1963 à Montréal province de Québec) est un joueur professionnel canadien de hockey sur glace devenu entraîneur. Il possède également la nationalité britannique. Il évolue au poste d'attaquant. Il est membre du Temple de la renommée du hockey britannique.

## Biographie

### Carrière en club
Il commence sa carrière professionnelle en 1984 avec les Goaldiggers de Toledo dans la Ligue internationale. Il arrive en Europe en 1987 chez les Diables Rouges de Briançon. La saison suivante, il intègre l'effectif des Nottingham Panthers où il a joué de nombreuses saisons. Il a remporté quatre Coupe d'Automne. Son numéro 22 a été retiré par les Panthers. Il met un terme à sa carrière en 2004 et devient entraîneur.

### Carrière internationale
Il représente l'Équipe de Grande-Bretagne de hockey sur glace au niveau international.

## Carrière d'entraineur
Sa carrière de joueur terminée en 2001, Adey retourne à Nottingham pour devenir entraineur. En 2002, il devient l’instructeur-chef pour 3 saisons. En 2004, il mènera son équipe à la victoire de la Challenge Cup. En 2006-2007, il est de retour comme entraineur, pour une saison, avec les AS Renon au Championnat d'Italie de hockey sur glace.

## Statistiques

### En club
| Saison    | Équipe                     | Ligue |    | Saison régulière | Saison régulière | Saison régulière | Saison régulière | Saison régulière |    | Séries éliminatoires | Séries éliminatoires | Séries éliminatoires | Séries éliminatoires | Séries éliminatoires |
| Saison    | Équipe                     | Ligue | PJ | B                | A                | Pts              | Pun              | PJ               | B  | A                    | Pts                  | Pun                  |                      |                      |
| 1981-1982 | Olympiques de Hull         | LHJMQ | 54 | 17               | 24               | 41               | 0                | 14               | 8  | 9                    | 17                   | 9                    |                      |                      |
| 1982-1983 | Olympiques de Hull         | LHJMQ | 70 | 58               | 104              | 162              | 14               | 7                | 5  | 11                   | 16                   | 0                    |                      |                      |
| 1983-1984 | Cataractes de Shawinigan   | LHJMQ | 56 | 37               | 52               | 89               | 78               | 6                | 6  | 3                    | 9                    | 13                   |                      |                      |
| 1983-1984 | Goaldiggers de Toledo      | LIH   | 2  | 0                | 0                | 0                | 0                | --               | -- | --                   | --                   | --                   |                      |                      |
| 1983-1984 | Komets de Fort Wayne       | LIH   | -- | --               | --               | --               | --               | 3                | 0  | 0                    | 0                    | 0                    |                      |                      |
| 1984-1985 | Komets de Fort Wayne       | LIH   | 81 | 30               | 31               | 61               | 135              | 13               | 4  | 7                    | 11                   | 23                   |                      |                      |
| 1985-1986 | Komets de Fort Wayne       | LIH   | 39 | 13               | 11               | 24               | 44               | --               | -- | --                   | --                   | --                   |                      |                      |
| 1985-1986 | Rivermen de Peoria         | LIH   | 14 | 8                | 7                | 15               | 7                | 11               | 4  | 5                    | 9                    | 6                    |                      |                      |
| 1986-1987 | Rivermen de Peoria         | LIH   | 79 | 35               | 28               | 63               | 40               | --               | -- | --                   | --                   | --                   |                      |                      |
| 1987-1988 | Diables Rouges de Briançon | LM    | 31 | 32               | 22               | 54               | 49               |                  |    |                      |                      |                      |                      |                      |
| 1988-1989 | Nottingham Panthers        | BHL   | 34 | 82               | 71               | 153              | 99               |                  |    |                      |                      |                      |                      |                      |
| 1989-1990 | Nottingham Panthers        | BHL   | 31 | 54               | 49               | 103              | 50               |                  |    |                      |                      |                      |                      |                      |
| 1990-1991 | Nottingham Panthers        | BHL   | 36 | 72               | 35               | 107              | 30               |                  |    |                      |                      |                      |                      |                      |
| 1991-1992 | Nottingham Panthers        | BHL   | 36 | 55               | 50               | 105              | 12               |                  |    |                      |                      |                      |                      |                      |
| 1992-1993 | Nottingham Panthers        | BHL   | 35 | 66               | 58               | 124              | 50               |                  |    |                      |                      |                      |                      |                      |
| 1993-1994 | Nottingham Panthers        | BHL   | 45 | 80               | 63               | 143              | 58               |                  |    |                      |                      |                      |                      |                      |
| 1994-1995 | Nottingham Panthers        | BHL   | 44 | 73               | 73               | 146              | 56               |                  |    |                      |                      |                      |                      |                      |
| 1995-1996 | Nottingham Panthers        | BHL   | 56 | 85               | 69               | 154              | 81               |                  |    |                      |                      |                      |                      |                      |
| 1996-1997 | Nottingham Panthers        | BISL  | 34 | 28               | 26               | 54               | 67               |                  |    |                      |                      |                      |                      |                      |
| 1997-1998 | Nottingham Panthers        | BISL  | 44 | 14               | 23               | 37               | 14               |                  |    |                      |                      |                      |                      |                      |
| 1998-1999 | Nottingham Panthers        | BISL  | 42 | 21               | 35               | 56               | 20               |                  |    |                      |                      |                      |                      |                      |
| 1999-2000 | HC Milan                   | LM    | 29 | 15               | 17               | 32               | 21               |                  |    |                      |                      |                      |                      |                      |
| 2000-2001 | Sheffield Steelers         | BISL  | 29 | 11               | 12               | 23               | 8                | 2                | 0  | 0                    | 0                    | 0                    |                      |                      |
| 2001-2002 | Nottingham Panthers        | BISL  | 2  | 0                | 0                | 0                | 0                | 1                | 0  | 0                    | 0                    | 0                    |                      |                      |
| 2003-2004 | Nottingham Panthers        | EIHL  | 1  | 0                | 0                | 0                | 0                | -                | -  | -                    | -                    | -                    |                      |                      |